# Andrew W.K.
Andrew Fetterly Wilkes-Krier, Andrew W.K. (9 de maig del 1979) és un entretenidor i músic del gènere rock dels Estats Units d'Amèrica.

## Biografia
Andrew Fetterly Wilkes-Krier va néixer a Stanford (Califòrnia), i va créixer a Ann Arbor, Michigan.
Als 4 anys, va començar a aprendre a tocar el piano clàssic a la University of Michigan School of Music. Va assistir a la preparació de la universitat privada Greenhills School, com a escola mitjana, abans d'assistir a l'alternativa Community High School de l'any 1993 al 1997, on va estudiar els teclats de jazz. El seu pare és el professor James E. Krier, un jurista força conegut a la University of Michigan Law School i coautor l'àmpliament utilitzat llibre de casos sobre la propietat "Dukeminier & Krier".
El 4 d'octubre del 2008, Andrew es va casar amb Cherie Pourtabib, quatre anys després que la parella es conegués. Van ser coneguts gràcies al seu professor de veu de heavy metal conjunt. Andrew actualment viu a Midtown, Manhattan, Ciutat de Nova York.

## Discografia

### Àlbums
- I Get Wet (2001, Island Records) #84 (US Billboard 2002) #1 (Heatseekers 2002); UK #71
- The Wolf (2003, Island Records) #61 (US Billboard 2003); UK #152
- Close Calls With Brick Walls (2006, Universal Music)
- 55 Cadillac (September 8, 2009, Ecstatic Peace!, Skyscraper Music Maker)

### Versions Japoneses dels Àlbums
- The Japan Covers (2008, Universal Music Japan)
- Gundam Rock (September 9, 2009, Universal Music Japan)

### EPs
- AWKGOJ "Girls Own Juice" (EP) (2000, Bulb Records)
- Party Til You Puke (EP) (2000, Bulb Records)
- A Wild Pear (Split 7" EP with The Evaporators) (2009, Mint Records, Nardwuar Records)

### Compilacions
- The Very Best So Far (2008, Universal Music Japan)
- Premium Collection (2008, Universal Music Japan)